# Мойжиш, Александер
Александр Мойжиш (словац. Alexander Mojžiš; род. 2 января 1999, Словакия) — словацкий футболист, защитник клуба «Ружомберок».

## Клубная карьера
Мойжиш — воспитанник клубов «Гонтьянске Немце», «Дукла» (Банска-Бистрица) и «Железиарне». 29 сентября 2018 года в матче против «Тренчин» он дебютировал в Суперлиге Словакии в составе последних. 6 апреля 2019 года в поединке «группы на выбывание» против «ВиОн» Александер забил свой первый гол за «Железиарне».
Летом 2019 года Мойжиш перешёл в словацкий клуб «Ружомберок». 21 июля в матче против «Нитра» он дебютировал за клуб. 21 сентября в поединке против «ДАК 1904» Александер забил свой первый гол за новый клуб.
В середине лета 2023 года Мойжиш на правах аренды стал игроком венгерского «Дебрецена». 13 августа в матче против «Залаэгерсег» Александер дебютировал в OTP Банк Лига.